# Cyrtopodium lissochiloides
Cyrtopodium lissochiloides é uma orquídea do gênero Cyrtopodium, de hábito paludicula, encontrada  no cerrado brasileiro e região sudeste.
É uma espécie paludicula, encontrada em veredas e em áreas hidromórficas ou permanente encharcadas numa altitude entre 1.200 a 1.600 metros de altitude (Chapada dos Veadeiros), a pleno sol. Seus pseudobulbos são pequeno, fusiformes com 5 a 6 cm em média. Sua haste floral é pouco ramificada, com 10 cm em média, estranhamente grossa em comparação ao tamanho da planta e das flores. Suas flores são bem vistosas, com petalas e sepalas amarelo-ouro e intensamente maculada de vermelho e labelo mais avermelhado.

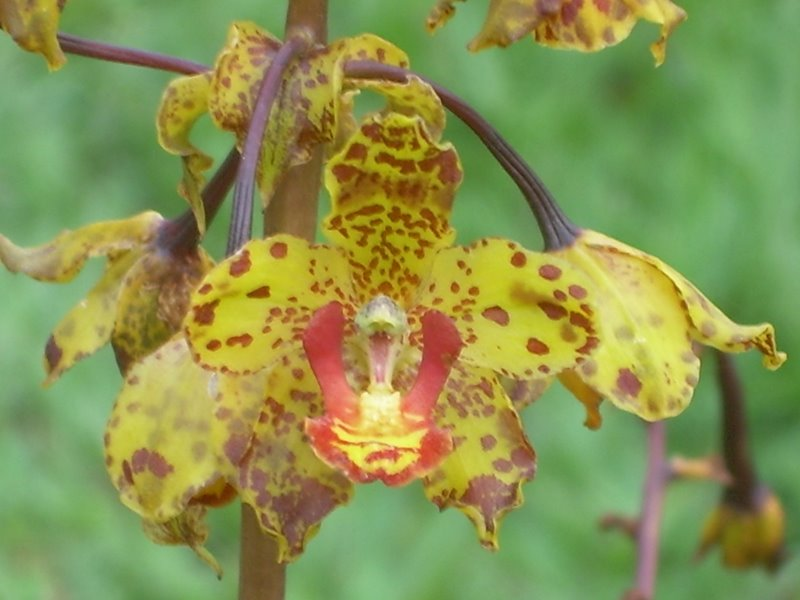

Dentre as espécies de cyrtopodium de habito paludicula (Cyrtopodium paludicolum, Cyrtopodium hatschbachii, Cyrtopodium parviflorum e Cyrtopodium fowliei), Cyrtopodium lissochiloides é o mais raro, sendo pouquíssimos os habitats conhecidos. A literatura conta que essa espécie era abundante nos campos brejosos da atual região do Butatãn, na cidade de São Paulo, onde foi descoberta. Após a destruição desses habitats paulistanos jamais foram encontrados outros exemplares dessa espécie. Recentemente a espécie foi reencontrada na região do cerrado.
Floresce na primavera.